# Чемберс, Лиза
Лиза Чемберс (англ. Lisa Chambers, родилась 24 августа 1986 года) — ирландский политик, депутат Палаты представителей Ирландии в 2016—2020 годах от избирательного округа Мейо, сенатор Ирландии и заместитель лидера Сената Ирландии с 2020 года, член партии «Фианна Файл».

## Ранние годы
Родилась в Каслбаре, по образованию юрист, работала у себя в городе. Квалификацию юриста получила в Кингс-Иннс, имеет степень бакалавра по коммерции и праву Ирландского национального университета в Голуэе и магистра в коммерческим праве Университетского колледжа Дублина. Занималась адвокатской деятельностью в Каслбаре
На протяжении 13 лет Чемберс служила в Резерве вооружённых сил Ирландии, начиная ещё со времён средней школы. Звание офицера она получила в ноябре 2012 года в расположении Армейского резерва, став вторым лейтенантом 1-го бронекавалерийского эскадрона (база Курра) Кавалерийского корпуса Ирландии. Позже перешла в роту D (Каслбар) 6-го пехотного батальона. Уволилась из вооружённых рядов после избрания в парламент Ирландии.

## Политическая карьера

### Начало
В 2011 году Лиза Чемберс участвовала в парламентских выборах от округа Мэйо, но выбыла при пятом подсчёте голосов. На тот момент она была самым молодым кандидатом от партии «Фианна Файл» в возрасте 24 лет. Пресса оценивала участие Чемберс как результат деятельности Михола Мартина по привлечению молодых, прогрессивных политиков.
В 2014 году Чемберс победила на местных выборах и была избрана в Совет графства Мейо: среди всех кандидатов по стране она заняла 2-е место по числу полученных голосов. С ней связывали надежду на возрождение репутации «Фианна Файл» после того, как в 2012 году из рядов партии исключили одного из бывших правительственных министров Патрика Флинна, обвинённого в отмывании денег.

### Палата представителей
По итогам парламентских выборов 2016 года Лиза Чемберс была избрана в Палату представителей Ирландии от избирательного округа Мейо и от партии «Фианна Файл». 18 мая 2016 года она была назначена спикером министра обороны Ирландии как одна из представителей «передней скамьи» (группы лидеров) партии Фианна Файл: она сменила на этом посту Шона О’Фаргила, назначенного спикером («Кен Кормле») Палаты представителей 32-го созыва. Покинула Палату депутатов по итогам выборов 2020 года.

### Сенат
На выборах в Сенат 2020 года Чемберс была избрана в Сенат Ирландии, войдя в состав Комитета по культуре и образованию, а также став спикером «Фианна Файл» по вопросам иностранных дел и сотрудничества с Европой. Является председателем Специально избранного комитета Сената по вопросу выхода Великобритании из Европейского союза.

## Скандалы
За время работы в парламенте Чемберс отметилась несколькими резонансными высказываниями.
- 14 июля 2017 года Чемберс произнесла эмоциональную речь по поводу смерти рядового Вооружённых сил Ирландии 21-летнего Бена Гарретта (англ. Ben Garrett), который был её земляком и близким другом её семьи: по словам Чемберс, смерть Бена шокировала не только его родителей, но и её собственную семью. При этом в своей речи Чемберс заявила, что Гарретт якобы покончил с собой[13]. 18 октября, снова выступая в парламенте, Чемберс объяснилась перед депутатами, пояснив, что сделала грубую ошибку в своей речи: на самом деле смерть Гарретта была несчастным случаем (он утонул)[14].
- 29 ноября 2018 года во время обсуждения законопроекта о возможности прерывания беременности Чемберс заявила буквально следующее: «Сожаления по поводу сделанных абортов являются выдумкой и не существуют в природе» (англ. Abortion regret is made up and it does not exist)[15]. Спустя некоторое время она извинилась за высказывание и объяснила, что её комментарий вырвали из контекста[16].
- 17 октября 2019 года Чемберс обвинили в том, что во время голосования по одному из законопроектов в сфере лесного хозяйства она проголосовала за себя и за коллегу по партии Дару Каллири[англ.][17]. В декабре того же года газета Sunday Independent[англ.] представила датируемый 17 января 2019 года монтаж, который намекал на то, что в течение 50 минут Чемберс сидела на месте депутата Тимми Дули[англ.], проголосовав семь раз. Несмотря на то, что на монтаже этого не было видно, были также зафиксированы голоса и с места Чемберс[18]. По её словам, она только в момент голосования заметила, что сидит не на своём месте, но заявила, что по некоторым законопроектам обязательно переголосовала бы, имей такую возможность[19].
- В январе 2020 года выяснилось, что за время своего пребывания на территории Евросоюза Чемберс вынуждена была платить по 25 евро ежедневно за роуминг при том, что подобную плату в Евросоюзе отменили два года тому назад. За время путешествия у Чемберс накопилось итого 525 евро к оплате телефонных звонков[20]. В феврале того же года Чемберс добилась повышения своих максимальных расходов на 1350 евро (итого 32035 евро ежегодно), поскольку добиралась до парламента из Каслбара по маршруту протяжённостью 273 км (при том, что кратчайший маршрут по дороге составляет 238 км)[21]. Спустя несколько месяцев выяснилось, что Чемберс выделялись средства в размере 6626 евро на содержание за апрель и май, хотя деятельность Сената была приостановлена в связи с пандемией COVID-19[22].
- В том же 2020 году газета Irish Independent сообщила, что Чемберс наняла двух своих сестёр в качестве помощников секретарей. По заявлению газеты, ещё два сенатора таким образом помогали своим родственникам трудоустроиться, хотя законодательством Ирландии это прямо не запрещалось[23].

## Личная жизнь
Старший ребёнок из пяти детей в семье, есть трое братьев и сестра. Проживает в Фоксфилде (Каслбар). Вопреки слухам, Лиза Чемберс не состоит в родстве с членами партии «Фианна Файл» Фрэнком Чемберсом или Джеком Чемберсом, государственным министром при Министерстве обороны.
В апреле 2023 года вышла замуж за Джарлата Маннелли (англ. Jarlath Munnelly), члена совета графства Мэйо и партии Фине Гэл, который работал учителем и координатором молодёжных движений. В апреле 2020 года родила ребёнка. Чемберс критиковала введённые во время пандемии санитарные ограничения в роддомах, заявив, что находящиеся там жёны имеют право видеть своих супругов.